# التمثال (فلم قصير)
التمثال هو فيلم تحريك مصري قصير، إنتاج المركز القومي للسينما، سنة 2007.

## القصة
الفيلم مأخوذ عن قصة للأديب الكبير محمد البساطي، وكتب له السيناريو أحمد عبد الرحيم، وأخرجه الفنان زكريا عبد العال.

## ملخص القصة
يسرق اللصوص تمثال أثري لزعيم قديم، لكنه يضيع منهم في قرية فقيرة. يستغل أهالي القرية التمثال ويبيعوه قطعة قطعة كي يُصلِحوا من أحوالهم المادية، إلي أن يكشف الأمر شاويش أمن، ولكنه بدلاً من أن يقبض علي الجناة ويُعيد ما تبقي من التمثال للسلطات؛ يقتنص رأسه لنفسه، ويذهب لبيعها.

## مشاركات بمهرجانات
عرض الفيلم في عدد من المهرجانات داخل مصر وخارجها، مثل :
- المهرجان القومى للسينما المصرية.
- مهرجان ساقية الصاوي لأفلام التحريك.
- مهرجان أبو ظبي للأفلام القصيرة.